# Анчоусное масло
Анчоусное масло (анчоусовое масло, масло из анчоусовых, фр. beurre d’anchois) — кулинарный продукт, разновидность рыбного масла. Представляет собой масляную смесь со вкусом анчоусов и применяется для приготовления бутербродов, начинки канапе, украшения холодных блюд из мяса, птицы и дичи, а также горячих рыбных блюд.
Солёный анчоус для анчоусного масла разделывают на филе без костей, измельчают и протирают через металлическое сито. В некоторых рецептах анчоусы предварительно вымачивают. Масляную смесь приправляют в зависимости от рецепта лимонным соком, красным острым перцем и уксусом, а также добавляют измельчённые желтки сваренных яиц, корнишоны и каперсы. Е. И. Молоховец рекомендовала анчоусное масло к бифштексу. В «Книге о вкусной и здоровой пище» 1954 года под редакцией И. К. Сиволапа анчоусное масло предлагалось замешивать из вымоченной солёной сельди, пропущенной через мясорубку или измельчённой ножом. Э. Горис предлагает упрощённый рецепт приготовления из готовой анчоусной пасты промышленного производства в тюбиках.